# Onde de Stokes

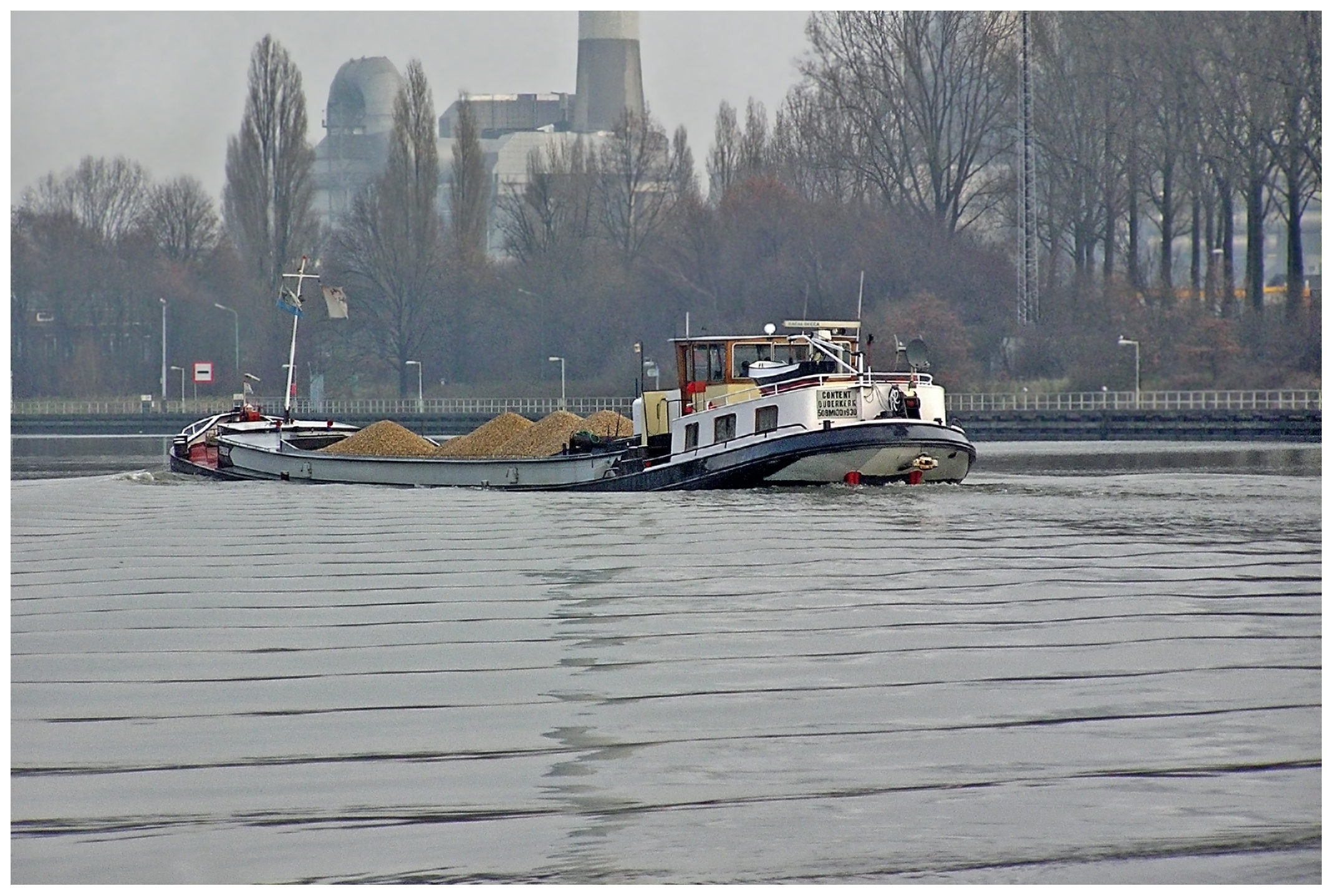
Ondes de Stokes quasi-planes créées dans le sillage d'un navire..

Les ondes de Stokes sont des ondes de gravité rencontrées sur la surface de la mer, des vagues. Elles ont des solutions des équations d'Euler pour un fluide incompressible irrotationnel à surface libre soumis à un champ de gravité qui ont été obtenues par George Gabriel Stokes par la théorie des perturbations en 1847, dans le cas d'un milieu de profondeur infinie.

## Ondes de gravité

### Équations d'Euler pour un fluide incompressible irrotationnel soumis à un champ de gravité
Pour un écoulement incompressible irrotationnel la vitesse dérive d'un potentiel ψ, les équations d'incompressibilité et de quantité de mouvement s'écrivent
{\displaystyle [1]\quad \nabla ^{2}\psi =0}
{\displaystyle [2]\quad \rho {\frac {\partial \psi }{\partial t}}+{\frac {1}{2}}\rho \,(\nabla \psi )^{2}+p+\rho gz=0}
où ρ est la masse volumique, p la pression, g la gravité et z l'altitude.

### Milieu à surface libre
Dans le cadre d'un problème bidimensionnel, on désigne par s(x) l'altitude de la surface par rapport à sa valeur au repos z = 0. 
L'équation ci-dessus s'écrit à la surface
{\displaystyle [2]\quad \rho {\frac {\partial \psi }{\partial t}}+{\frac {1}{2}}\rho \,(\nabla \psi )^{2}+\rho gs=-p_{0}\quad \mathrm {en} \;z=s}
où p0 est la pression atmosphérique.
Cette surface est décrite par l'équation cinématique
{\displaystyle {\frac {\partial s}{\partial t}}+V_{x}{\frac {\partial s}{\partial x}}=V_{z}\quad \Rightarrow [3]\quad \quad {\frac {\partial s}{\partial t}}={\frac {\partial \psi }{\partial z}}-{\frac {\partial \psi }{\partial x}}{\frac {\partial s}{\partial x}}}
Par ailleurs la condition cinématique au fond z = - h(x) s'écrira
{\displaystyle V_{z}+V_{x}{\frac {\partial h}{\partial x}}={\frac {\partial \psi }{\partial z}}+{\frac {\partial \psi }{\partial x}}{\frac {\partial h}{\partial x}}=0}
Dans le cas particulier d'un fond plat utilisé par la suite on a
{\displaystyle [4]\quad {\frac {\partial \psi }{\partial z}}=0.}

## Solutions périodiques

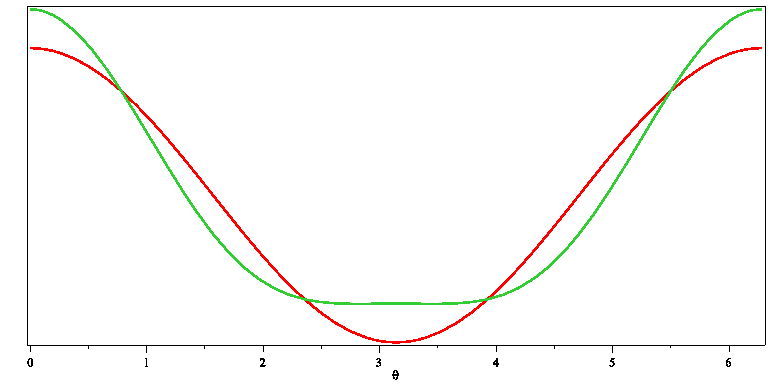
Ondes de Stokes d'ordre 1 (sinusoïdale) et 2 en milieu peu profond.

On cherche une solution au système constitué par les équations [1], [2], [3], [4] sous forme d'ondes périodiques progressives 
{\displaystyle s=s(\theta )\,,\quad \psi =\psi (z,\theta )\,,\quad \theta =kx-\omega t=k(x-ct)}
où θ est la phase de l'onde, k le nombre d'onde et c la vitesse de phase.
Pour s, on utilise un développement en série de Fourier autour de la solution de repos (s = 0)
{\displaystyle s=a\cos(\theta )+\mu _{2}a^{2}\cos(2\theta )+...}
où a est l'amplitude.
Il lui correspond le développement suivant pour ψ, suggéré par la solution du problème linéarisé
{\displaystyle \psi =\nu _{0}\,a^{2}t+\nu _{1}\,a\sin {\theta }+\nu _{2}\,a^{2}\sin {2\theta }\cosh(2k(z+h_{0})+...)}
Pour ω, on choisit une forme paire de l'amplitude compatible avec la périodicité en s (ψ n'est pas nécessairement périodique)
{\displaystyle \omega =\omega _{0}(k)+a^{2}\omega _{2}(k)+...}
La solution du système limité au second ordre conduit aux résultats suivants
- relation de dispersion

{\displaystyle {\frac {\omega ^{2}}{gk\tau }}=1+\left({\frac {9\tau ^{4}-10\tau ^{2}+9}{8\tau ^{4}}}\right)k^{2}a^{2}+...\,,\qquad \tau =\tanh {kh_{0}}}
- coefficients du développement pour s

{\displaystyle \mu _{2}=ka{\frac {3-\tau ^{2}}{4\tau ^{3}}}}
μ2 est le rapport des amplitudes des deux premières composantes de l'onde.
- coefficients du développement pour ψ

{\displaystyle \nu _{0}={\frac {gk}{2\sinh(kh_{0})}}\,,\qquad \nu _{1}={\frac {\omega _{0}}{k\sinh(kh_{0})}}\,,\qquad \nu _{2}={\frac {3\omega _{0}}{\sinh ^{4}(kh_{0})}}}
- Vitesse de phase

{\displaystyle c={\frac {g\tau }{k}}}

## Propriétés des solutions
On a en particulier 
- en eau profonde (k h0 → ∞

{\displaystyle kh_{0}\rightarrow \infty \,,\quad \omega ^{2}\simeq gk[1+(ka)^{2}]\,,\qquad \qquad \quad \mu _{2}\simeq {\frac {1}{2}}ka}
L'approche est valide pour des hauteurs de vague de faible amplitude devant la longueur d'onde
{\displaystyle \mu _{2}<<1\quad \Rightarrow \quad a<<\lambda }
où λ = 2π/k la longueur d'onde.
- en eau peu profonde k h0 → 0

{\displaystyle kh_{0}\rightarrow 0\,,\;\;\quad \omega ^{2}\simeq gh_{0}k^{2}\left[1+{\frac {9(ka)^{2}}{8(kh)^{4}}}\right]\,,\qquad \mu _{2}\simeq {\frac {3}{32\pi ^{2}}}\,{\mathcal {U}}\,,\quad {\mathcal {U}}={\frac {H\lambda ^{2}}{h_{0}^{3}}}}
où U le nombre d'Ursell.
Pour une eau peu profonde l'approche est utilisable lorsque
{\displaystyle \mu _{2}<<1\quad \Rightarrow \quad {\mathcal {U}}<<{\frac {32\pi ^{2}}{3}}\simeq 100}

## Autres propriétés
- Il existe des solutions pour un développement jusqu'à l'ordre 5[6].
- L'approche peut être utilisée pour des ondes stationnaires[7] ou aléatoires[8],[9].
- Tullio Levi-Civita a démontré la convergence des développements utilisés pour des ondes de faible amplitude et un milieu de profondeur infinie[10]. Ce résultat a été étendu aux milieux à profondeur finie par Dirk Jan Struik[11].
- Thomas Brooke Benjamin et Jim E. Feir on montré l'instabilité de la solution pour les fortes profondeurs[12]. L'instabilité de Benjamin-Feir peut conduire à la formation d'une vague scélérate[13].